# TDA7000
Der TDA7000 war die erste Integrierte Schaltung, die einen nahezu vollständigen UKW-Empfänger beinhaltet. Aufgrund seiner historischen Bedeutung, wurde dieser Baustein in die englisch Chip Hall of Fame des IEEE aufgenommen.
Entwickelt wurde er von den Philips-Mitarbeitern Dieter Kasperkovitz und Harm van Rumpt, 1977 wurde der Empfänger patentiert. Im Unternehmen bekam der Baustein zunächst keine Unterstützung, dies änderte sich, nachdem der bei Philips in Hamburg tätige Physiker Peter Langendam japanischen Geräteherstellern diesen Baustein zur Verfügung stellte. Schließlich wurden 5 Milliarden Stück dieses Bausteins und seiner Varianten (TDA7010T, TDA7010U) verkauft, er machte zahlreiche miniaturisierte Gerät wie z. B. Radiowecker erst möglich. Der TDA 7000 wurde auch von Bastlern häufig verwendet und ist Bestandteil einschlägiger Bausätze. Heute sind zahlreiche Nachfolger von verschiedenen Herstellern auf dem Markt.
Der Die enthielt auf einer Fläche von 3,5 mm² den Empfangsteil, der nach dem Superhet-Prinzip das hochfrequente Signal auf eine Zwischenfrequenz von 70 kHz herab setzte, die Zwischenfrequenz-Schaltung und einen Audio-Ausgang. Ferner ermöglichte er die Integration verschiedener Bedienelemente und Anzeigen.